# Farbenlehre
Die Farbenlehre ist die Lehre von Systemen zur Ordnung von Farben, die Farbtheorie und auch die Kunst, Farben zu verwenden. 
Folgende Teilbereiche gehören zur Farbenlehre
- Farbtheorie und Farbforschung,
- Gesetze der Farbmischung,
- Ordnen der Farben in Systemen (Farbsystem, Farbmodell, Farbraum),
- die Farbvalenzmetrik.

Die Farbenlehre ist zu unterscheiden von der Farbwahrnehmung, der Farbpsychologie und der Lehre über Farbmittel, in der Pigmente und Farbstoffe mit der Wirkung des chemischen Aufbaus auf den Farbton behandelt werden.
Nicht alle Bereiche der Farbenlehre werden hier ausführlich behandelt, da es auch entsprechende Hauptartikel gibt.

## Geschichte
Die Formalisierung der „Farbtheorie“ begann im 18. Jahrhundert, zunächst im Zusammenhang mit Isaac Newtons Farbtheorie (Optik, 1704) und einem Streit über die Natur der Grundfarben. Von da an entwickelte sie sich zu einer eigenständigen künstlerischen Tradition, die sich nur kursorisch auf die Kalorimetrie und die visuelle Wissenschaft bezog.
In der bildenden Kunst ist die Farbtheorie ein praktischer Leitfaden zum Mischen von Farben und zu den visuellen Effekten bestimmter Farbkombinationen. Auf der Grundlage des Farbkreises und seiner Geometrie unterteilt die Farbterminologie die Farben in Primär, Sekundär- und Tertiärfarben. Das Verständnis der Farbtheorie reicht bis in die Antike zurück. Aristoteles (gest. 322 v. Chr.) und Claudius Ptolemäus (gest. 168 n. Chr.) hatten bereits erörtert, welche und wie Farben durch Mischen anderer Farben erzeugt werden können. Al-Kindi (gest. 873) und Ibn al-Haytham (gest. 1039) haben die Wirkung des Lichts auf die Farben untersucht und aufgezeigt. Ibn Sina (gest. 1037), Nasir al-Din al-Tusi (gest. 1274) und Robert Grosseteste (gest. 1253) entdeckten, dass es im Gegensatz zu den Lehren des Aristoteles mehrere Farbwege von Schwarz nach Weiß gibt.

## Forschungs- und Tätigkeitsfelder
Im Wesentlichen gehen die bestehenden Farbenlehren und Farbtheorien von zwei unterschiedlichen Schwerpunkten aus. Diese widersprachen sich teilweise in der Geschichte, ergänzen sich aber zunehmend durch umfassenderes Verständnis der Forschungsergebnisse aus Physik (Elektromagnetismus und Optik), Physiologie und Psychologie, der chemischen Grundlage der Farbmittel und den daraus resultierenden Erklärungs- und Interpretationsmodellen in Verbindung mit vielfältigen künstlerischen Auffassungen.
- Physik: Ein Schwerpunkt lag auf der Erforschung der physikalischen Abläufe, auf denen die optischen Gesetze der lichtoptischen Farberscheinungen beruhen. Dabei bildet die wellenlängenabhängige Wirkung des sichtbaren Lichtes im Kontext der elektromagnetischen Wellen die Grundlage der Untersuchungen.
- Kunst: Seit jeher bemühen sich Künstler, insbesondere Maler, um das Verständnis der Farbphänomene. Die Wirkung auf den Betrachter und die Theorien über das Zusammenspiel der Farben stehen im Mittelpunkt.
- Physiologie und Biologie: Im historischen Verlauf erklärten Physiologen, wie durch Licht hervorgerufene Reize von der biologischen Entität (Pflanze/Tier/Mensch) aufgefangen, im biologischen Organismus weitergeleitet, verarbeitet und „erkannt“ werden. Schwerpunkt der Forschung ist hier der „Apparat“ in Mensch, Tier und auch Pflanze, während und nach der Aufnahme von Lichtreizen. Es wird das ultraviolette (Wellenlänge unterhalb 380 nm) und infrarotes Licht (Wellenlänge oberhalb 780 nm) in die Untersuchung einbezogen.
- Psychologie: Auf der Farbwahrnehmung resultieren physiologische und psychologische Wirkungen des Körpers und der Psyche. Letztere werden von Psychologen untersucht, deren Ergebnisse praktisch in der Farbtherapie und der Innenarchitektur umgesetzt werden.

Von Farblehren spricht man im Sinne der unterschiedlichen Interpretationen der genannten Wissensgebiete. Grundlegend ist der Unterschied zwischen den wahrnehmbaren Farben (vom Farbreiz zur Farbvalenz), die durch Lichtquelle (bunte Lichter) realisiert sind, und jenen komplexeren Vorgänge durch Farbmittel darstellbarer Farbtöne (verfügbare Pigmente sind durch die chemischen Varietäten beschränkt). Im ersten Falle nimmt das „Individuum“ jenes vom Strahler ausgehende Licht wahr. Im zweiten Falle steht zwischen Lichtquelle und dem wahrnehmenden Sinnesorgan noch eine absorbierende Fläche mit (chemisch-physikalisch definierbaren) Farbkörpern (Gamut). Die Abläufe im „Individuum“ individualisieren eher physikalisch-vordefiniert oder eher „seelisch“-wahrnehmend die Farbwirkung.
Eine besondere Form der Farbenlehre ist die Harmonielehre, die sich mit dem Zusammenspiel von Farben (Farbtönen) befasst. Dieses Zusammenspiel ist stark vom Kulturkreis, individueller Erfahrung und der künstlerischen Absicht beeinflusst. Wesentliche Schöpfer von Farblehren sind oft auch Vertreter von Harmonielehren oder gaben Betrachtungen zu „Farbharmonie“ in ihrer Farbenlehre: Goethe, Ostwald, Itten, Küppers.

## Farbforscher und Farblehrer
Den theoretischen Unterbau zur Erfassung, Verarbeitung, Ein- und Zuordnung von Farbphänomenen und Farbprinzipien (Einfärbeprinzipien) sowie deren Anwendung auf unterschiedlichen Tätigkeitsfeldern lieferten, je nach Forschungsschwerpunkt, einige heterogene Farbenlehren. Chronologisch nach Geburtsjahr sortiert folgen Persönlichkeiten, die die Entwicklung der Farblehre aus unterschiedlichster Sicht wesentlich beeinflusst haben.
- Demokrit (um 460 v. Chr. bis um 370 v. Chr.), Philosoph
- Leonardo da Vinci (1452–1519), Maler
- Isaac Newton (1643–1727), Physiker
- Louis-Bertrand Castel (1688–1757), Mathematiker und Physiker
- Tobias Mayer (1723–1762), Astronom, Geo- und Kartograf, Mathematiker und Physiker
- Johann Heinrich Lambert (1728–1777), Mathematiker, Physiker
- Moses Harris (1730–1788), englischer Entomologe und Kupferstecher (subtraktive Farbmischung)
- Christian Ernst Wünsch (1744–1828), Mathematiker, Mediziner
- Matthias Klotz (1748–1821), Maler
- Johann Wolfgang von Goethe (1749–1832), Schriftsteller, Universalgelehrter
- Christian Friedrich Prange (1752–1836), deutscher Akademiker im Bereich der bildenden Künste
- Arthur Schopenhauer (1788–1860), Philosoph
- Thomas Young (1773–1829), Augenarzt und Physiker
- Philipp Otto Runge (1777–1810), Maler
- George Field (1777–1854), englischer Chemiker
- Eugène Chevreul (1786–1889), Farbchemiker
- Jan Evangelista Purkyně (1787–1869), Sinnesphysiologe
- Gustav Theodor Fechner (1801–1887), Mediziner, Naturphilosoph
- Hermann Graßmann (1809–1877), Mathematiker, Sprachwissenschaftler, Physiker
- Johann Rudolf Adams (1820–1908), Maler und Journalist
- Hermann von Helmholtz (1821–1894), Physiker, Universalgelehrter
- Wilhelm Wundt (1832–1920), Physiologe
- Ewald Hering (1834–1918), Physiologe
- Wilhelm von Bezold (1837–1907), Physiker
- Eduard Kreutzer (1844–nach 1911), Maler und Kunstpädagoge
- Wilhelm Ostwald (1853–1932), Universalgelehrter
- Adolf Hölzel (1853–1934), Maler und Dozent
- Albert Henry Munsell (1858–1918), Maler
- Robert Thomas Dietrich Luther (1868–1945), Fotograf
- Paul Baumann (1869–1961), Farbtonkartenhersteller und Verleger
- Otto Prase (1874–1956), Malermeister
- Erwin Schrödinger (1887–1961), Quantenphysiker
- Johannes Itten (1888–1967), Bauhausmeister (Malerei)
- Josef Albers (1888–1976), Malerei, Kunsttheorie
- Hinnerk Scheper (1897–1957), Bauhausmeister (Malerei) und Farbgestalter
- Siegfried Rösch (1899–1984), Mineraloge
- Manfred Richter (1905–1990), Physiker
- Heinrich Frieling (1910–1996), Farbenpsychologe, Zoologe
- Max Lüscher, (1923–2017), Schweizer Psychologe und Philosoph, entwickelte und veröffentlichte 1947 den Lüscher-Farbtest
- Harald Küppers (1928–2021),[3] Experte für Drucktechnik und Farbentheorie
- Ingo Nussbaumer, (* 1956), österreichischer Künstler, Entdeckung der Unordentlichen Spektren

## Farbforschungen und Farbentheorien

### Goethes Farbverständnis

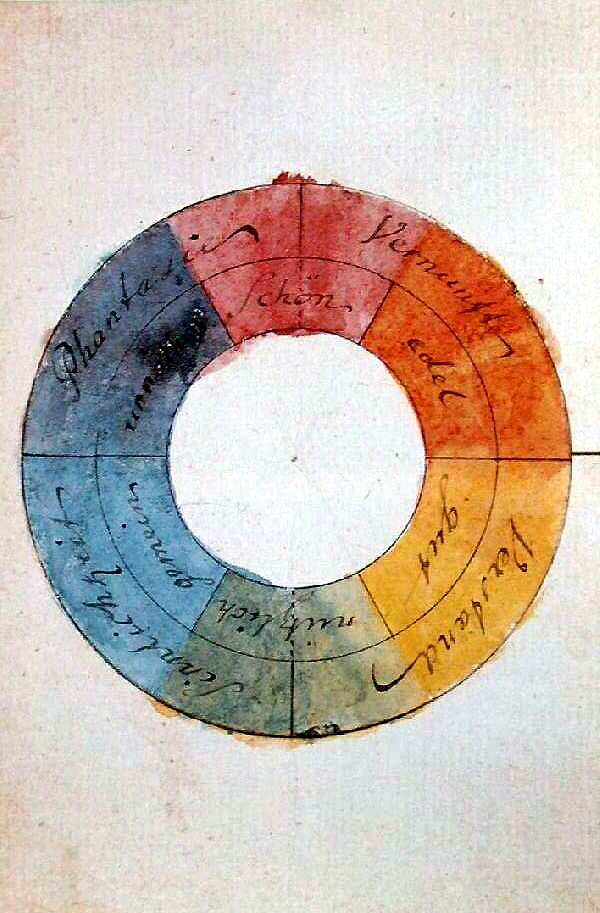
Farbenkreis zur Symbolisierung des menschlichen Geistes- und Seelenlebens. Die aquarellierte Federzeichnung von Goethe (1809) illustriert das Kapitel „Allegorischer, symbolischer, mystischer Gebrauch der Farbe“ in Goethes Farbenlehre von 1810. Umschrift:
(innerer Ring) [rot] „schön“ [orange] „edel“ [gelb] „gut“ [grün] „nützlich“ [blau] „gemein“ [violett] „unnöthig“
(äusserer Ring) [rot-orange] „Vernunft“ [gelb-grün] „Verstand“ [grün-blau] „Sinnlichkeit“ [violet-rot] „Phantasie“
Original: Freies Deutsches Hochstift – Goethe-Museum im Goethe-Haus, Frankfurt

Goethe beschäftigte sich im Austausch mit Malern und Philosophen, aber auch mit dem Physiker Thomas Seebeck, intensiv auch mit dem Wesen „Der Farbe“, die in seinem Gesamtweltbild als Einheit stand, und mit der sinnlich-sittlichen Wirkung der Farbe. Rund 150 Jahre nach Newtons wissenschaftlichen Experimenten mit Licht nahm er an, dass weißes Licht nicht additiv aus verschiedenen Spektralfarben zusammengesetzt ist, sondern dass die Farben durch eine dualistische Wechselwirkung von Licht und Finsternis entstünden. Ihn interessierte das Phänomen der farbigen Schatten als Teil einer wesensgemäßen Farbtheorie, die Farbentstehung aus lebendigem Kräfteringen von Hell und Dunkel versteht.
Die Newtonsche Optik zeigte wissenschaftlich, dass ein Farbspektrum von einem im Prisma gebrochenen Lichtstrahl ausgeht. Goethe meinte von seinen Lichtexperimenten ableiten zu können, dass durch „Übereinanderschieben“ von Hell und Dunkel im Prisma ein gelber und ein blauer Rand entstünde. Diese Ränder vermischten sich je nach dem Anteil von Hell und Dunkel zu Grün oder Rot, so entstünden die Farben des Regenbogens – rot, gelb, grün, blau, violett. Gelb bedeute einen größeren Hellanteil, Blau überwiegendes Dunkel.
In Goethes Verständnis der Farbigkeit ist die Harmonie von Farbe im Kampf zwischen Hell und Dunkel zu suchen. Gelb, der „Sieg“ des Hellen, habe eine leichtlebige Wirkung, Blau eine dämpfende. Purpur sei die höchste Steigerung, weil sich die Gegensätze die Waage hielten.
Am Schluss seines Werkes Zur Farbenlehre (1810) behauptete Goethe noch folgende dualistische Grundphilosophie, in der Auseinandersetzung mit Newtons optischen Experimenten von 1666.

„Das Licht ist das einfache, unzerlegteste, homogenste Wesen, das wir kennen. Es ist nicht zusammengesetzt. Am allerwenigsten aus farbigen Lichtern. Jedes Licht, das eine Farbe angenommen hat, ist dunkler als das farblose Licht. Das Helle kann nicht aus Dunkelheit zusammengesetzt sein. – Es gibt nur zwei reine Farben, Blau und Gelb. Eine Farbeigenschaft, die beiden zukommt, Rot, und zwei Mischungen, Grün und Purpur; das übrige sind Stufen dieser Farben oder unrein. – Weder aus apparenten Farben kann farbloses Licht noch aus farbigen Pigmenten ein weißes zusammengesetzt werden. Alle aufgestellten Experimente sind falsch oder falsch angewendet.“

Zwei Jahrhunderte nach der Veröffentlichung von Goethes Werk besitzt sein Beitrag „Zur Farbenlehre“ vorwiegend kulturhistorische Bedeutung. Seine Überlegungen zu den physiologischen Farben und deren Wirkung für den Betrachter wurden aufgegriffen und weiterentwickelt. Seine Beobachtungen und Methoden in Bezug auf die Wirkung der Farben sind als Beginn der modernen Farbpsychologie anzusehen. Farbe beeinflusse das Gefühl und wirke dadurch direkt auf die „Seele“ und somit auch auf die Einheit von Körper und Geist. Goethe unterteilte in „schöne“, dem Betrachter sympathische, Farben und jene, die dem Auge weh täten und somit unsympathisch seien.

### Eugène Chevreul
Eine Zwischenstellung nehmen Eugène Chevreul, der sich mit dem intensitätssteigernden Simultankontrast der Pigmente in ihrer industriellen und künstlerischen Bedeutung befasste, und Gertrud Grunow ein, die sich mit den entsprechenden motorischen Wirkungen der Farbe befasste.

### Physikalische Ansätze
Die physikalischen Ansätze haben 1861 ihren Ausgangspunkt in James Clerk Maxwells Nachweis, dass sich jede Farbe aus den Primär- oder Grundfarben Rot, Grün und Blau zusammensetzt, also letztlich aus ‚Farb‘lichtern.
Mit dem Einsetzen der Industrialisierung stiegen die Anforderungen an eine Normierbarkeit von Farbe. Die Entwicklung der Photographie, die Entdeckung neuer Elemente durch die Methode der Spektralanalyse beförderte die Fragestellungen nach Ursachen und Zusammenhängen. Ostwalds Farblehre sollte ein Hilfsmittel für den Maler sein, sein Ausgang aber war das physikalische Verständnis von Farbe mittels seiner Energieauffassung.

### Munsells Color Notation

Munsell-Farbsystem

Der amerikanische Maler A.H.Munsell unterzog sich der Mühe, einen Katalog von Farben so zu gestalten, dass zwischen allen Farbnuancen seiner Empfindung nach gleiche Abstände entstanden. „A Color Notation“ von 1905 ist ein Atlas von Farbproben und wurde zu einem weit verbreiteten Farbsystem. Dabei war er zunächst nach N. O. Roods ebenfalls vom damals üblichen Farbkreis ausgegangen.
Zwar wirkt der Kreis als ideale Figur glaubhaft für die Sensitivität der Farben, aber während seiner Entwicklung kam er doch zum Schluss, dass sich der Kreis und dreidimensional die Farbkugel nicht bestätigen ließen. Mit den in den 1900er Jahren zugänglichen Farbmitteln formulierte er so einen Farbraum. Dem Farbton («Hue») ordnete er 100 Stufen zu, wobei er von fünf Hauptfarben (yellow-green-blue-purple-red) und fünf Nebenfarben (YG>BG>PB>RP>YR) ausgeht. Für die Ordnung der Farben in der dritten Dimension legte er zehn V-Units («value» = Helligkeitswert) zu Grunde. Hierzu teilte er die unbunten Farben zwischen Schwarz mit 0 und Weiß mit 100 in zehn Stufen von unterschiedlichen Neutralgrau. Als dritte Koordinate wählte er den C-Wert, die Chroma ist das Maß der Sättigung und sie wurde als offene Skala gewählt. Mit seiner Erfahrung als Maler kam Munsell zur Erkenntnis, dass sich die als Grundlage gewählten verschiedenen Grundfarben, Nebenfarben und Zwischentöne mit unterschiedlichen chroma-Stufen ausfärben lassen.

### Johannes Itten

Farbkreis nach Johannes Itten (1961)

Johannes Itten (1888–1967) war Zeichenlehrer am Bauhaus und differenzierte die Farbtöne durch die Komplementärfarben Orange, Grün und Violett und stellte sie in einem Farbkreis dar. Weiß und Schwarz bezeichnete er als „Nicht-Farben“. Sein dreidimensionales Ordnungsmodell der Farben war die Kugel, die Philipp Otto Runge im Jahre 1810 entwickelt hatte. Auf der Grundlage der Idee seines Lehrers Adolf Hölzel stellte er seine Theorie der „Sieben Farbkontraste“ auf, die die gegenseitige Abhängigkeit und Beeinflussung von Farben untereinander darstellt und damit eine Harmonielehre ist.

### Harald Küppers

Der Farbkörper der Farbenlehre nach Harald Küppers

Harald Liebedank Küppers entwickelte seine technisch orientierte Farbenlehre in der 2. Hälfte des 20. Jahrhunderts. Für ihn ist das „Funktionsprinzip des Sehorgans das Grundgesetz der Farbenlehre“. Küppers definierte acht Farben, welche als deckende Farbmittel nicht durch Mischungen hergestellt werden können, als Grundfarben (sechs bunte und zwei unbunte). Sein dreidimensionales geometrisches Ordnungssystem der Farben ist ein Rhomboeder, ein über die senkrecht gestellte Schwarz-Weiß-Diagonale gestreckter RGB-Würfel. Die „reinen bunten Farben“ ordnet er auf seinem Buntarten-Sechseck an. Nach seiner Meinung gibt es nur lineare Beziehungen zwischen sämtlichen Farbnuancen. Auf der „Unbuntachse“ des Rhomboeders liegen zwischen Schwarz und Weiß die Grautöne. Schwarz ist seiner Meinung nach „die Basisempfindung des Sehorgans“.

Basisschema (Küppers) - Integrierte Farbmischung

In seinem „Basisschema der Farbenlehre“ weisen die schwarzen Rhomben in der Mitte auf drei „Urfarben“ („Empfindungskräfte“ des Sehorgans): Orangerot (R), Grün (G) und Violettblau (B). Durch jeweils zwei „Empfindungskräfte“ gemeinsam entstehen die anderen drei bunten Farbempfindungen Gelb (Y), Magentarot (M) und Cyanblau (C). Wirken alle drei Empfindungskräfte gleichzeitig vollständig, führt das zur Farbempfindung Weiß.
Für deckende Farbmittel entwickelte er seine „Integrierte Farbmischung“. Die sechs bunten Grundfarben im Zackenring weisen auf die Ecken des Buntarten-Sechsecks hin. Schwarz und Weiß an den Enden der „Unbunten-Geraden“ sind die unbunten Grundfarben.
Küppers’ Ansichten stehen vielfach im Widerspruch zum Stand der Wissenschaft.

## Unterscheidung der Farblehren
Lehren und Theorien zum komplexen Gebiet Farbe unterscheiden sich durch ihre Zielsetzung und ihre Methoden. Die naturwissenschaftliche Grundlage für die Wahrnehmung von Farben ist, dass Licht im (sichtbaren) elektromagnetischen Spektrum eine Information trägt, die in der menschlichen Empfindung als Farbe erkannt wird.
Alle Farblehren gingen anfangs vom unmittelbaren Sehen aus, um eine Systematik für den Einsatz der ›gesehenen‹ Farben und deren Beziehung untereinander zu schaffen. Diese künstlerisch-ästhetischen Farblehren, die im Laufe der Jahrhunderte immer wieder von „akademischen“ Malern beeinflusst wurden, sind in die Kunstwissenschaft eingegangen. Solche Farbtheorien stammen beispielsweise von Leonardo da Vinci, Johann Wolfgang von Goethe, Adolf Hölzel und Georges Seurat.
Stand dabei das subjektive Empfinden und die künstlerische Absicht im Vordergrund, kamen in der zweiten Hälfte des 19. Jahrhunderts physikalische Erkenntnisse und die Anforderungen der wachsenden Industrie als neue Grundelemente hinzu. Stellvertretend sei Munsells Farbsystem genannt. In Deutschland war es vor allem Wilhelm Ostwald, der farbmetrische Überlegungen anregte, die auf künstlerische Gestaltung Einfluss nehmen sollten.
Biologische Forschungen brachten Fortschritte bei der Sehphysiologie und den chemischen und physiologischen Aspekten der Farbwahrnehmung. Farblehren, die die gegenseitige Beziehung von Farbe und Seele bewerten, basieren auf der Farbenpsychologie. Solcher Art ist die Farblehre des Malers und Bauhausmeisters Johannes Itten, der mit seinen Beobachtungen die Anregung zur populären Farbtypenlehre gab.
In naturwissenschaftlicher Betrachtung gründet die Farbmetrik, die sich mit der Messung von Farben und besonders der Erfassung von Farbabständen beschäftigt. Notwendige Differenzierung dieses Fachgebietes ist die Einteilung in die niedere Farbmetrik, die die physikalischen Ursachen von Farbe und ihre Eigenschaften beschreibt. Die höhere Farbmetrik bezieht die Wahrnehmung von Farbe ein. Ziel der Farbmetrik ist, einen geeigneten Farbraum zu definieren, in dem sich Farben gleichabständig anordnen lassen, da das Auge in verschiedenen Farbbereichen den physikalischen Reiz weder linear noch gleichmäßig unterscheidet. Empfindungsgleiche Farbabstände – oder vielmehr die Beziehung ΔE = f(X,Y,Z) – zu verdeutlichen gelingt mittels der MacAdam-Ellipsen. Die fortschreitende Rechentechnik und die mathematische Theorie führten zu mehreren Anpassungen bei den standardisierten Farbräumen.
Die Farbmetrik stellt Bezug zu Spektralfarben, der additiven, der subtraktiven Farbmischung und den Gesetzen der Lichttechnik her. Sie bildet die Grundlage für Farblehren, die naturwissenschaftlich ausgerichtet sind. Eine solche Farblehre ist die von Harald Küppers, die aus der Absicht entstand, naturwissenschaftliche Fortschritte aufzunehmen, um insbesondere didaktische Hilfen zu schaffen, die dem Techniker ein künstlerisches Verständnis ermöglichen.
Naturwissenschaftliche Herangehensweisen, psychologische und künstlerisch-ästhetische stehen nebeneinander, gegeneinander oder werden miteinander verknüpft, je nach Standpunkt und Arbeitsgebiet. Eine rein physikalische Sichtweise von Farbe steht einer ausschließlich ästhetischen gegenüber. Für technische Anforderungen ist die alphanumerische Erfassung von Farbe unabdingbar, dagegen kann „die gefällige Form“ nach den „Gesetzen des Schönen“ oder ein anderes künstlerisches Postulat nicht auf einer vorrangig numerischen Ebene erfasst werden.